# Bogdan Borusewicz
Bogdan Michał Borusewicz (pronuncia [ˈbɔɡdan ˈmʲixaw bɔruˈsɛvʲitʂ]; Lidzbark Warmiński, 11 gennaio 1949) è un politico polacco, Maresciallo del Senato della Polonia dall'ottobre 2005 al novembre 2015. Borusewicz è stato un attivista democratico di opposizione durante il regime comunista in Polonia, ed è membro del Parlamento della Polonia (Sejm) da tre mandati.

## Biografia

### Opposizione democratica nella Polonia comunista
Quando era ancora studente della Scuola superiore di Belle Arti a Gdynia, fu arrestato nel maggio 1968 durante la crisi politica polacca del 1968, con l'accusa di aver stampato e distribuito volantini di opposizione.
Nel 1975 si laureò all'Università Cattolica di Lublino in ambito storico; durante gli anni '70 prese parte ad una campagna di sostegno agli scioperi operai a Radom, e divenne parte del Comitato di Difesa degli Operai. Tra il 1977 e il 1978 fu co-organizzatore del Sindacato Libero della Costa.
Fu uno dei principali organizzatori dello sciopero dell'agosto 1980 al porto di Danzica, che portò alla formazione del sindacato Solidarność, e fu coautore delle richieste degli scioperanti. Prese parte alla formazione del sindacato libero Solidarność.
Dopo l'istituzione della legge marziale in Polonia da parte del regime il 13 dicembre 1981, trascorse più di quattro anni a nascondersi dalle autorità e ad organizzare le strutture clandestine del sindacato Solidarność, allora fuorilegge. Tra il 1984 e il 1986 fu membro del Comitato Provvisorio di Coordinamento di Solidarność e del Consiglio Provvisorio del Sindacato Solidarność. Fu arrestato e imprigionato nel 1986, e rilasciato con un'amnistia nel 1988. Sostenne gli scioperi nel maggio e dell'agosto 1988 nel porto di Danzica.

### Nella Polonia democratica
Fu vice Presidente del movimento sindacale Solidarność dal 1990 al 1991; fu anche uno dei candidati per la presidenza del febbraio 1991.
Dal 1991 al 2001 fu deputato al Sejm; nel primo mandato, dal 1991 al 1993, fu il leader del partito Solidarność e il Presidente della commissione che studiava le conseguenze del periodo di legge marziale. Si oppose al voto di sfiducia al governo di Hanna Suchocka (contro la posizione del sindacato Solidarność) e dopo la caduta di questo governo, lasciò Solidarność. Alle successive elezioni fu eletto come membro del partito Unia Demokratyczna, che nel 1994 divenne Unia Wolności (UW). Fu il Presidente del comitato parlamentare per le forze speciali. Durante il suo terzo mandato, dal 1997 al 2000, fu Vice Ministro degli affari interni nel governo di Jerzy Buzek, con responsabilità per le forze di polizia. Si dimise quando UW lasciò la coalizione di governo, nel 2000; fu inoltre membro di diverse altre commissioni parlamentari.
Alle elezioni parlamentari del 2001 non fu rieletto; dall'ottobre 2001 fu membro della presidenza della Provincia di Pomorze, e fu candidato per la presidenza di Danzica (ottenendo il 16,32% dei voti). Non aderì al Partito Democratico (organizzato da membri di UW, che si unirono ad altri gruppi), in quanto si oppose all'inclusione di politico associati con il partito post-comunista SLD.
Fu eletto senatore alle elezioni parlamentari del 2005, concorrendo come indipendente ma sostenuto dal partito Diritto e Giustizia (PiS) e da Piattaforma Civica (PO). Fu eletto Maresciallo del Senato con il loro sostegno. 
È noto per essere stato il primo a ricoprire la carica di Presidente del Senato per due mandati.
Borusewicz difese Lech Wałęsa quando l'IPN pubblicò un libro che sosteneva di avere le prove della collaborazione di Wałęsa con l'ex polizia segreta della Polonia comunista all'inizio degli anni settanta.
Dopo la morte del Presidente della Polonia Lech Kaczyński, e a seguito dell'assunzione dei poteri presidenziali da parte del Maresciallo del Sejm Bronisław Komorowski il 10 aprile 2010, Borusewicz è stato la prima persona in linea di successione presidenziale.
Dopo le dimissioni, da parte di Komorowski, dalla carica di Maresciallo della Camera dei deputati (che facevano alle elezioni presidenziali del 2010, vinte da Komorowski), Borusewicz è divenuto per poche ore Presidente ad interim fino all'elezione di un nuovo Maresciallo della Camera dei deputati della Polonia. È stato il primo Maresciallo del Senato ad assumere i poteri presidenziali temporanei.